# Mylantria xanthospila
Mylantria xanthospila är en fjärilsart som beskrevs av Carl Plötz 1880. Mylantria xanthospila ingår i släktet Mylantria och familjen tofsspinnare. Inga underarter finns listade i Catalogue of Life.